# Jesús Pulido Arriero

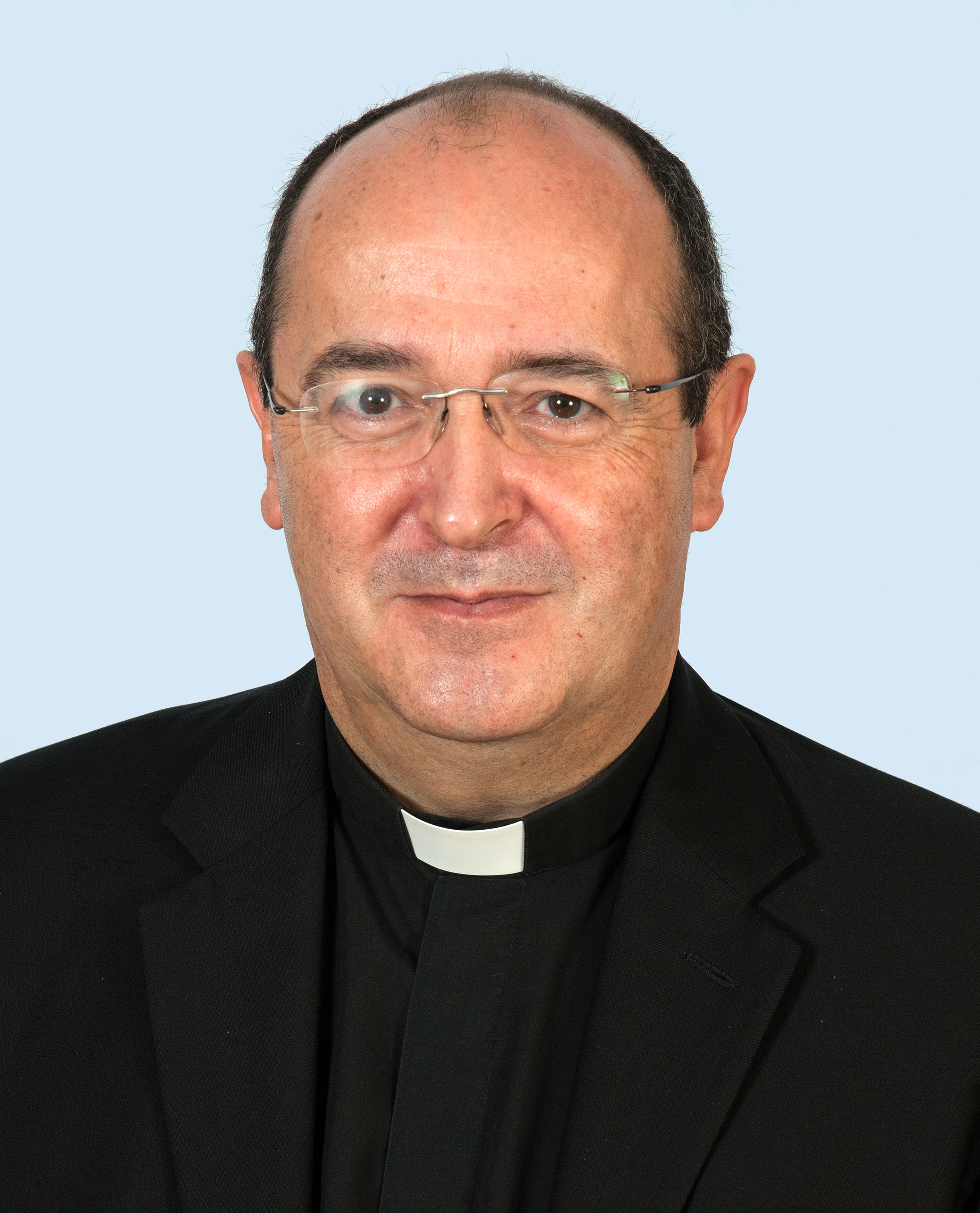
Jesús Pulido Arriero (2022)

Wappen von Jesús Pulido Arriero

Jesús Pulido Arriero SOD (* 21. Februar 1965 in Toledo) ist ein spanischer Geistlicher und römisch-katholischer Bischof von Coria-Cáceres.

## Leben
Jesús Pulido Arriero trat der Gemeinschaft der Sacerdotes Operarios Diocesanos, einer Priestergemeinschaft päpstlichen Rechts, bei und studierte an der Päpstlichen Universität Salamanca Philosophie und Theologie. Im Jahr 1990 erwarb er zudem das Lizenziat in biblischer Theologie am Päpstlichen Bibelinstitut. Am 31. Juli desselben Jahres empfing er als Mitglied seiner Priestergemeinschaft durch den Vizepräsidenten der Päpstlichen Kommission für Lateinamerika, Cipriano Calderón Polo, das Sakrament der Priesterweihe für das Erzbistum Toledo.
Von 1990 bis 1999 leitete er den Verlag Sígueme (Folge mir) in Salamanca. Von 2000 bis 2002 war er Vizedirektor des Päpstlichen Spanischen Kollegs in Rom und wurde in dieser Zeit an der Päpstlichen Fakultät Teresianum in spiritueller Theologie promoviert. Von 2002 bis 2014 war er Generalsekretär und von 2008 bis 2014 zudem stellvertretender Direktor seiner Priestergemeinschaft. Von 2013 bis 2015 war er außerdem Mitarbeiter der Sektion für Allgemeine Angelegenheiten im Staatssekretariat des Heiligen Stuhls. Von 2014 bis 2015 war er Vizerektor des venezolanischen Kollegs in Rom und anschließend bis 2016 Subregens des Priesterseminars San Carlos y San Ambrosio in Havanna auf Kuba. Seit 2016 war er im Auftrag der Spanischen Bischofskonferenz als Leiter des Konferenzverlags und seit 2017 zusätzlich als technischer Sekretär der Bischofskommission für die Glaubenslehre tätig.
Papst Franziskus ernannte ihn am 7. Dezember 2021 zum Bischof von Coria-Cáceres. Der Apostolische Nuntius in Spanien, Erzbischof Bernardito Cleopas Auza, spendete ihm am 19. Februar des folgenden Jahres die Bischofsweihe. Mitkonsekratoren waren sein Amtsvorgänger Francisco Cerro Chaves, nunmehr Erzbischof von Toledo, und der Erzbischof von Mérida-Badajoz, Celso Morga Iruzubieta.